# Palacio del Descubrimiento
El Palacio del Descubrimiento (del francés: Palais de la découverte) es un museo de la ciencia y el centro cultural de París (Francia). Se encuentra ubicado en el distrito VIII, en la avenida Franklin Delano Roosevelt. Fue creado en 1937 por Jean Perrin (Premio Nobel de Física en 1926) y Jean Rostand (para la "biología") en la exposición internacional "Arte y Tecnología en la vida moderna." Tiene una superficie de 25 000 m² y está situado en el ala oeste del Gran Palacio de París (también conocido como Palais d'Antin o Grand Palais), construido por el arquitecto Albert-Félix-Théophile Thomas.
El palacio muestra a los jóvenes que el hombre moderno puede comprender los nuevos retos del mundo, especialmente aquellos que dependen de los avances científicos y técnicos. Ofrece experimentos y demostraciones científicas.
Desde 2009, el palacio se ha fusionado con el Museo de Ciencia e Industria en un centro común llamado Universcience.
Se da la bienvenida a 600.000 visitantes cada año.

## Metro
- Se puede llegar al museo por el metro de París, usando las estaciones de: Campos Elíseos - Clemenceau y Franklin D. Roosevelt.